# Entrín Bajo (kommunhuvudort)
Entrín Bajo är en kommunhuvudort i Spanien.   Den ligger i provinsen Provincia de Badajoz och regionen Extremadura, i den sydvästra delen av landet, 300 km sydväst om huvudstaden Madrid. Entrín Bajo ligger 244 meter över havet och antalet invånare är 591.
Terrängen runt Entrín Bajo är platt.Runt Entrín Bajo är det ganska glesbefolkat, med 34 invånare per kvadratkilometer. Närmaste större samhälle är La Albuera, 9,5 km väster om Entrín Bajo. Omgivningarna runt Entrín Bajo är i huvudsak ett öppet busklandskap.